# دبیرستان حکیمه
دبیرستان حکیمه مربوط به دوره قاجار است و در خوی، خیابان شریعتی، روبروی اداره پست واقع شده و این اثر در تاریخ ۲ شهریور ۱۳۷۸ با شمارهٔ ثبت ۲۳۹۲ به‌عنوان یکی از آثار ملی ایران به ثبت رسیده است.